# Claudio Cueni

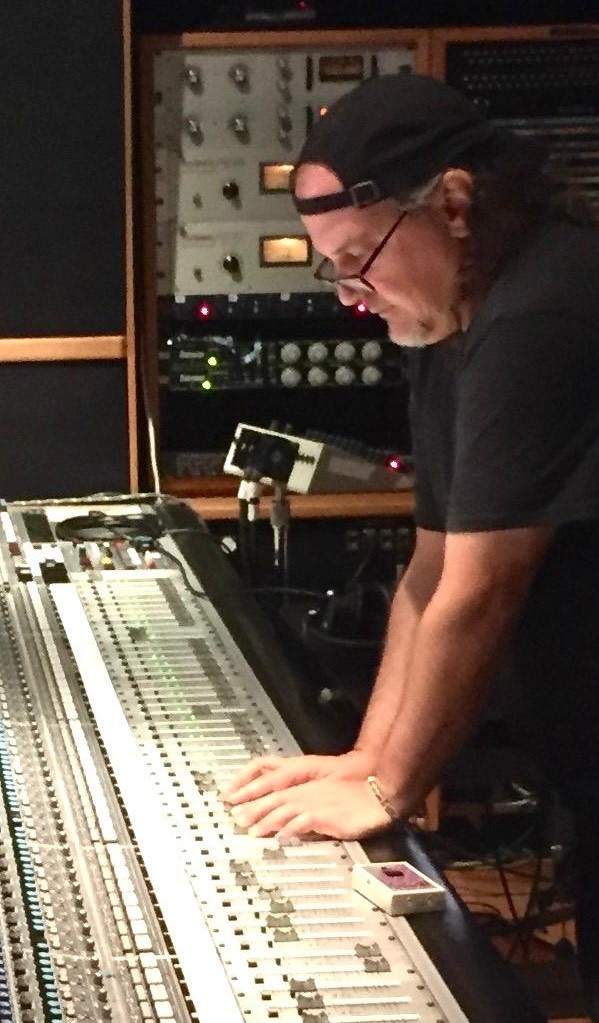
Claudio Cueni bei der Arbeit in seinem Schweizer Studio

Claudio Cueni (* 6. April 1969 in Wattwil, Kanton St. Gallen, Schweiz) ist ein Schweizer Musikproduzent, Toningenieur und Mixing Engineer, der sich seit den 1990er Jahren einen Namen in der internationalen Musikszene gemacht hat. Bekannt wurde er durch seine Zusammenarbeit mit Hip-Hop- und R&B-Künstlern wie 2Pac, LL Cool J, Boyz II Men und Coolio.

## Frühes Leben und Anfänge der Musikkarriere
Claudio Cueni entwickelte bereits in jungen Jahren eine Leidenschaft für Musik. Schon als Kind erhielt er Klavierunterricht und gründete im Alter von 13 Jahren seine erste Band.
Seine ersten Schritte in die professionelle Musikszene machte er als Keyboarder für die Schweizer Hardrock-Band China, mit der er im Alter von 18 Jahren für die Aufnahme eines Albums nach New York reiste. Nach der Auflösung des Plattenvertrags der Band entschied Cueni, sich in den USA niederzulassen.

## Einstieg in die Musikindustrie
1991 zog Cueni nach Los Angeles. Obwohl er zunächst keine Erfahrung als Tontechniker hatte, sicherte er sich durch einen glücklichen Zufall eine Anstellung in einem Tonstudio. Dort begann er, als Sound Engineer zu arbeiten, insbesondere für Hip-Hop-Projekte, die damals noch eine aufstrebende Szene in L.A. darstellten. Zu seinen ersten Projekten gehörte die Arbeit am Soundtrack des Films Menace II Society, der den Ton für seine weitere Karriere setzte.
Cueni arbeitete im Paramount Recording Studio, in dem aufstrebende Hip-Hop-Künstler ihre ersten Demos aufnahmen. Da viele Toningenieure damals zögerten, mit Rappern zu arbeiten, nahm Cueni diese Aufträge dankbar an. Diese Arbeit führte dazu, dass er mit immer grösseren Namen der Szene zusammenarbeiten konnte.

## Durchbruch
Einer der ersten Meilensteine in Claudio Cuenis Karriere war seine Arbeit mit der R&B-Gruppe Boyz II Men. Er mischte fast die Hälfte ihres zweiten Albums, das sich weltweit über 20 Millionen Mal verkaufte. Diese Zusammenarbeit brachte ihm erstmals Anerkennung und öffnete die Türen zu weiteren Projekten.
Im Jahr 1997, kurz nach dem Tod von 2Pac, begann Claudio Cueni, für den Nachlass des Rappers zu arbeiten. Er war massgeblich an der Produktion und am Mixing von mehreren postum veröffentlichten Alben beteiligt, darunter Still I Rise (1999), Until the End of Time (2001) und Better Dayz (2002). Die enge Zusammenarbeit mit dem 2Pac-Estate prägte Cuenis Karriere und machte ihn zu einem Toningenieur der Hip-Hop-Szene. Seine Verbindung zu 2Pac reichte so weit, dass er 2012 an der Produktion des 2Pac-Hologramms für das Coachella-Festival beteiligt war, das weltweit für Aufsehen sorgte.

## Besondere Projekte
Cueni hat über die Jahre an zahlreichen Projekten gearbeitet, darunter die Mischung von Soundtracks für Filme wie Django Unchained und Gatorade-Werbespots. Auch am Soundtrack für das 2Pac-Biopic All Eyez On Me (2017) wirkte er mit.
Cueni betreibt heute nicht nur sein Tonstudio in der Schweiz, sondern hat auch eine Management-Agentur gegründet, die junge Talente fördert.